# هيرويوشي تاكاياما
هيرويوشي تاكاياما (باليابانية: 高山啓義) هو لاعب كرة قدم وحكم كرة قدم ياباني، ولد في 18 مارس 1974 في اليابان.